# 方维

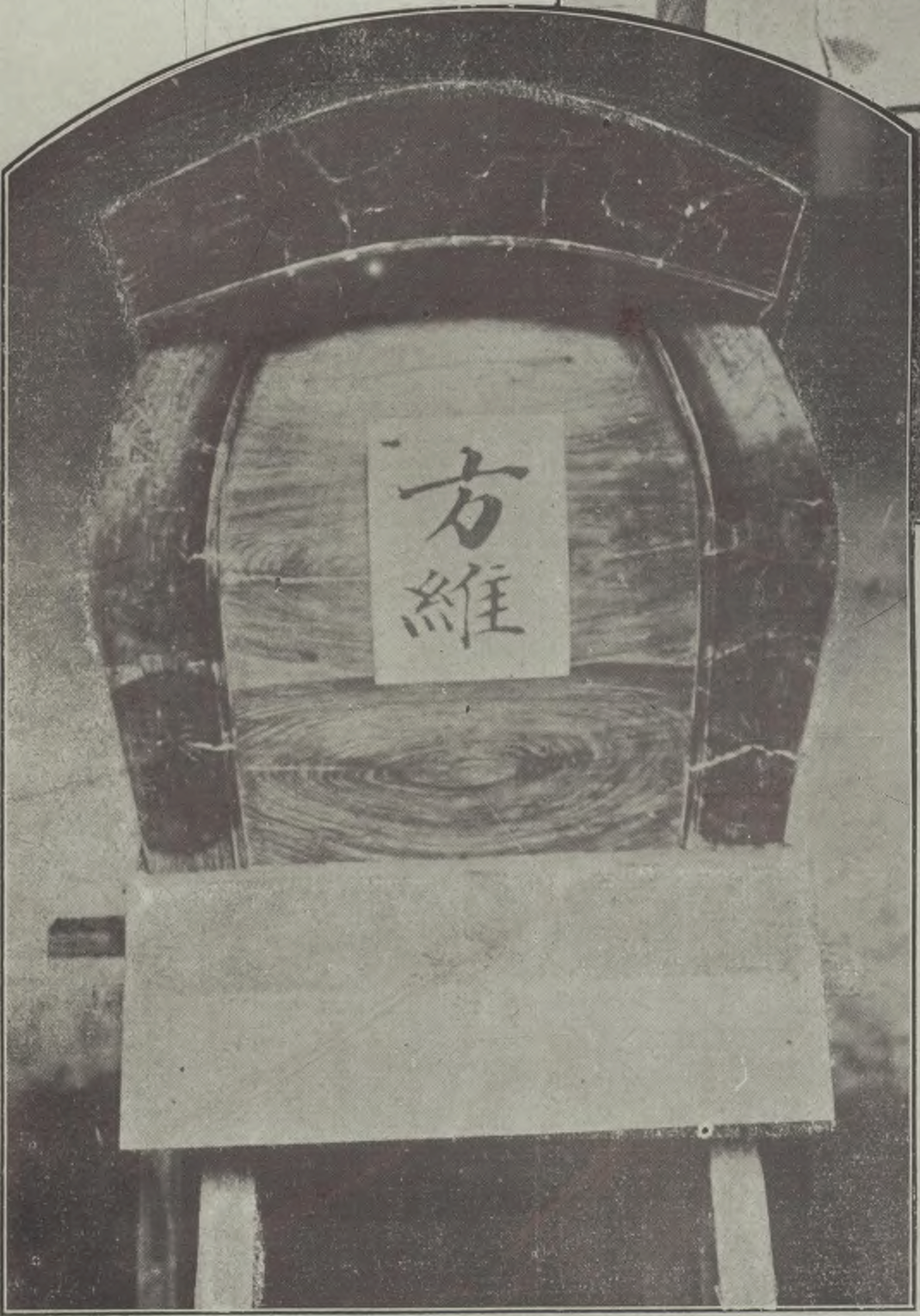
方維之靈柩

方维（1887年—1912年8月16日），字旭初。湖北随县（今随州市）人。中国民主革命家，清朝及中华民国军事将领。

## 生平
方维体格魁梧，早年入湖北陆军第八镇十五协三十标五营当兵，因考绩优异而升任正目。不久，他加入文学社。1911年武昌起义中，工程营首先发难，方维和江光国、谢海泉、卜胜治等十多人及时响应，奔赴楚望台获得子弹，随即奉命到中和门接应炮队进城。后来他在攻打湖广总督署、湖北布政使署时，作战十分勇敢。
武昌起义成功后，他任湖北军政府军务部调查员，不久升任参议。阳夏之战中，他随张振武在前线督战，后随张到上海购买军械。张振武策划另组北伐军，拟任命方维担任副司令。南北议和后，在裁军期间，他奉张振武的命令，任将校团团长，负责收容编余的官佐。
1912年8月，他随张振武到北京。8月15日夜，他在金台旅馆被逮捕，8月16日凌晨被处决。此前，黎元洪曾在给袁世凯的密电中称方维同张振武“同恶相济”，要袁世凱將他與张振武一併處死。但方维被处决后，黎元洪仍为其举行了葬礼。其灵柩由其妹碧玉运到家乡随县安葬。